# Monica Birwinyo
Monica Jacobs Birwinyo (sinh ngày 4 tháng 6 năm 1990) là một nữ diễn viên và nhân vật truyền hình người Uganda. Cô bắt đầu sự nghiệp của mình với tư cách là một nữ diễn viên bắt đầu với những vai diễn không được công nhận và chuyển sang các vai diễn định kỳ trong Imbabazi, The Pardon và Irene Kulabako's Beauty to Ashes  và loạt phim đình đám NBS Because of U. 

## Sự nghiệp

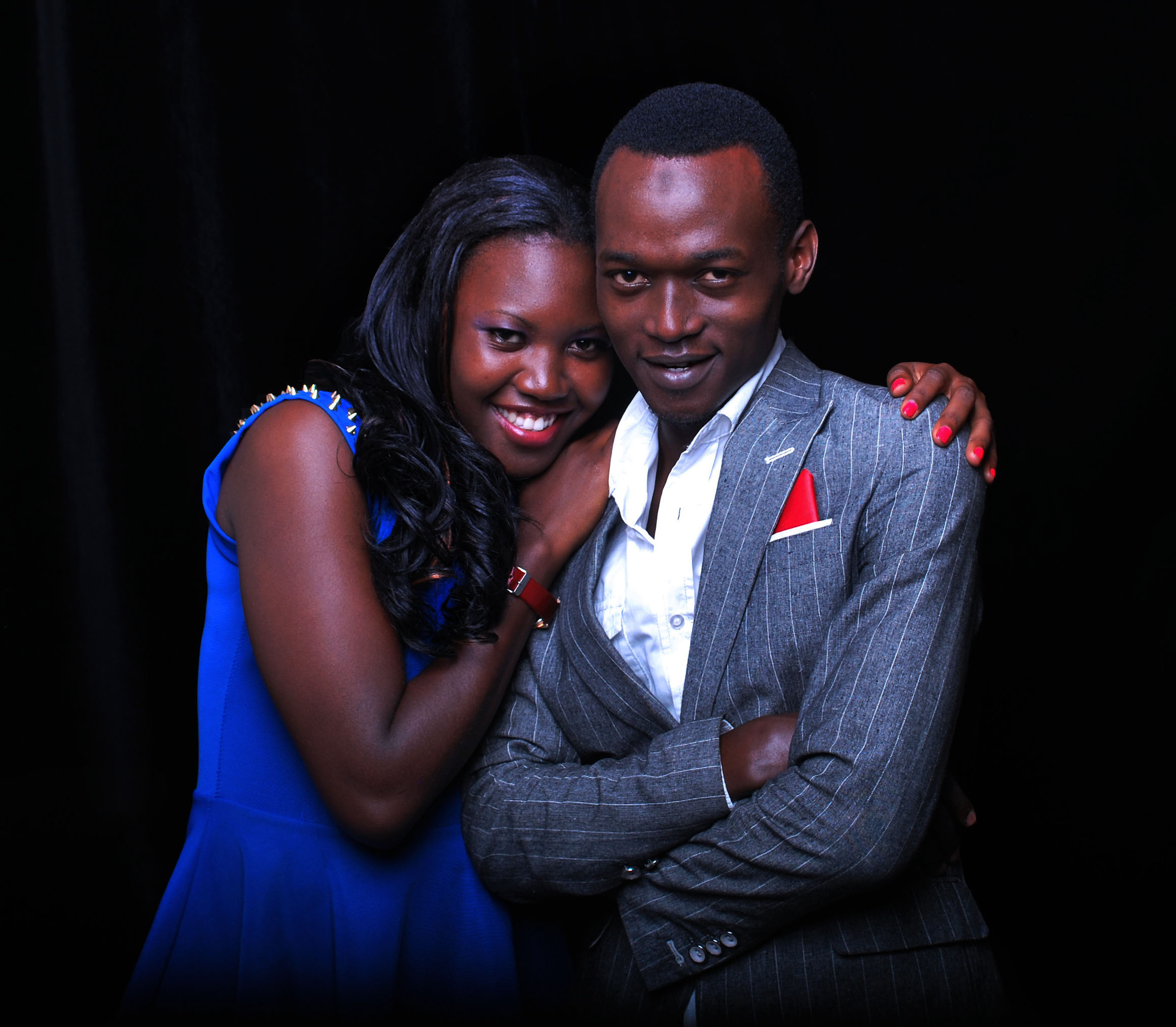
Movie Digest Show 2013 cover với Monica và Usama.

Vào tháng 3 năm 2012, Monica Birwinyo, Irene Asumpta và Jacob Nsaali đã được xác nhận là đồng chủ nhà của mùa đầu tiên của Movie Digest Show. Cô hiện đang đồng thuyết trình mùa thứ hai với Usama Mukwaya. Monica gần đây đã xuất hiện trong Imbabazi của Joel Karekezi, The Pardon, với vai Muhoza.